# Зорька (Белыничский район)
Зорька (бел. Зорка) — посёлок в составе Лебедянковского сельсовета Белыничского района Могилёвской области Республики Беларусь.

## Население
- 2010 год — 6 человек